# 御立尚資
御立 尚資（みたち たかし、1957年1月21日 - ）は、日本の経営コンサルタント、ボストン・コンサルティング・グループの元代表取締役社長。

## 経歴・人物
- 1979年 京都大学文学部米文学科卒業後、日本航空株式会社に入社
- 1992年 ハーバード大学経営大学院でMBA（MBA with High Distinction, Baker Scholar）を取得
- 1993年 ボストン・コンサルティング・グループ入社
- 1999年 同社ヴァイスプレジデント・アンド・パートナーに就任
- 2005年 同社日本代表に就任（2005年〜2015年）
- 2006年 日本代表BCGグローバル経営会議メンバーに就任（2006年〜2013年）
- 2020年 京都大学経営管理大学院特別教授に就任
- 2025年 京都大学経営管理大学院客員教授に就任